# Angenelle Thijssen

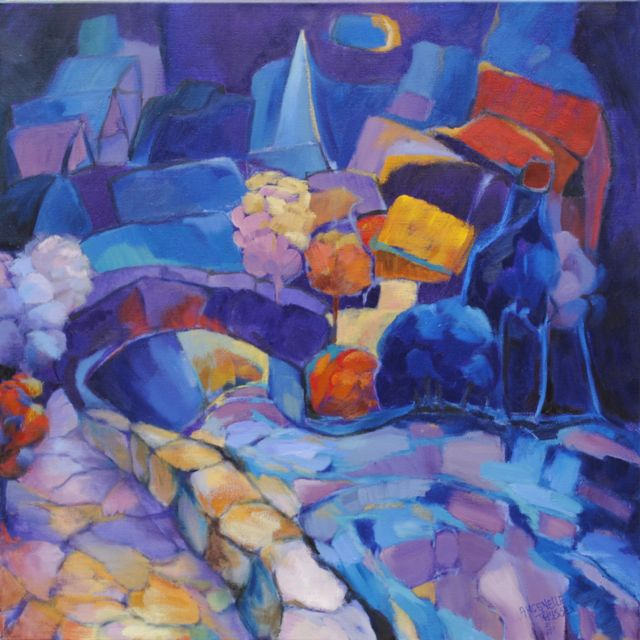
Amélie-les-Bains (2010). 70 × 70 cm

Angenelle Thijssen (* 1961 in Breda) ist eine niederländische bildende Künstlerin, die sich hauptsächlich mit Malerei und Grafik beschäftigt. In einer non-figurativen Weise  stellt sie vor allem Landschaften in kräftigen farbenreichen Bildern und Holzschnitten dar.

## Lebenslauf

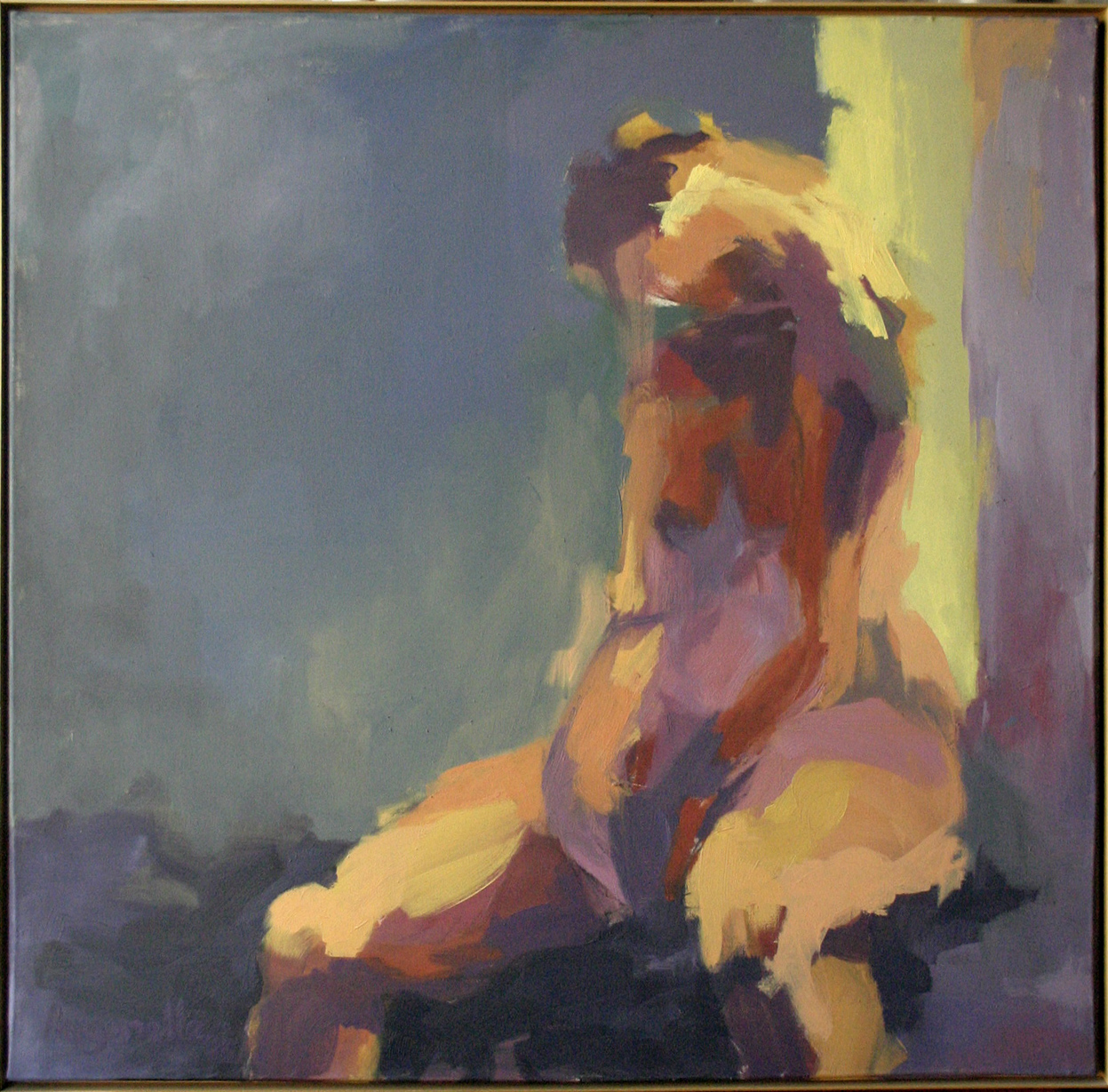
Woman in Purple. 1989, 95 × 95 cm.

Nach dem Abitur studierte Angenelle Thijssen von 1980 bis 1985 an der „Academie voor Beeldende Kunsten“ in Tilburg. Ihr  besonderes Interesse galt vor allem der Malerei und  Grafik. Sie war u. a. Schülerin von  Marlene Dumas. Inzwischen erwarb sie  auch die Lehrbefähigung für Zeichnen und Kunstgeschichte. 1988 und 1989 erweiterte sie ihre Kenntnisse durch ein Studium im Grafikatelier der Internationalen Sommerakademie für Bildende Kunst in Salzburg und vertiefte ihre malerischen Techniken  an der „Vrije Academie Werkplaats voor Beeldende Kunsten“ in Den Haag. Angenelle Thijssen betreut regelmäßig Kurse und Vorlesungen in Kunst und Kunstgeschichte. Auch organisiert sie Studienreisen nach Flandern, Paris, Berlin, Rom, London, Florenz, in die Toskana und  nach Umbrien – oft in Zusammenarbeit mit dem niederländischen Grafiker Han van Hagen.

## Entwicklung und Werke
Nach dem Studium widmete  sich Angenelle Thijssen der Malerei der konkreten  Darstellung von Menschen. Danach folgte sie dem non-figurativen Trend und versuchte hier mit gleicher Kraft ihre Botschaft zu vermitteln. Das führte zu  kräftigen und  farbenreichen Bildern, die man zur lyrisch-abstrakten Kunstströmung rechnen kann. Aufträge für eine Anzahl von Holzschnitten brachte sie erneut dazu, figurative,  jetzt jedoch landschaftliche Elemente  aufzunehmen, sei es in stilisierten oder auch abstrahierenden Formen. Ihre Werke zeigen dicht aneinandergrenzende Farbtöne: Die Farbe wird in einer kräftigen und beweglichen Pinselführung aufgebracht, entweder trocken und locker oder dick und pastös. Heitere Farben und sprühendes Licht schaffen eine stimmungsvolle und empfindsame Atmosphäre. Dieses Balancieren im Grenzgebiet zwischen dem Figurativen und der Abstraktion verleihen ihren neuesten Werken einen fast  expressionistischen Charakter. Ihre Inspiration erhält sie sowohl aus ihrem alltäglichen Umfeld als auch während  ihrer Aufenthalte in den Mittelmeerländern.
Die Holzschnitte von Angenelle Thijssen zeugen von Präzision und fachmännischem Können. Die lebendigen farbenreichen Bilder strahlen, wie auch ihre Tücher, eine intensive Erlebniswelt aus. Die Holzschnitte werden mithilfe hölzerner Stempel aufgebaut: Jede Farbe erfordert einen gesonderten Stempel. Die übereinander abgedruckten halb-transparenten Schichten ergeben eine charakteristische Farbschattierung.  Angenelle Thijssen benutzt dabei in einer sehr persönlich empfundenen Weise die Maserung des Holzes. Sie hat auch Dessins für ein belgisches Modehaus entworfen.

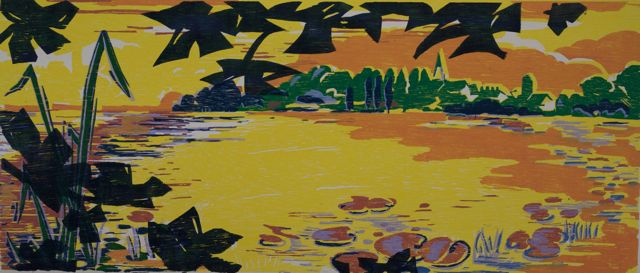
Angenelle Thijssen: Zicht over het water (Sicht über dem Wasser). Holzschnitt. 2008. 30 × 70 cm.

## Ausstellungen  (Auswahl)
Die wichtigste Ausstellungen waren:
- 2010: Galerie van Rossum in Breda.
- 2008: Galerie en Beeldentuin DeHullu, Gees
- 2007: Het Gorcums Museum, Gorinchem
- 2002: Leyden Art Fair, Leiden in gemeinsamer Arbeit mit Galerie Collect Art, Amersfoort/Ootmarsum
- 2000: De Lakenhal, Herentals (Belgien)
- 1998: Stadsmuseum, IJsselstein
- 1996: Grafiekwinkel INKT, Den Haag
- 1994: Galerie de Boog, IJsselstein
- 1992: Prentenkabinet im Rijksmuseum Amsterdam

## Sammlungen
Werke von Angenelle Thijssen befinden sich in
- Prentenkabinet im Rijksmuseum Amsterdam
- Stadsmuseum IJsselstein; Sammlung “Rivierenland”
- Verschiedene private Sammlungen und Sammlungen in Betrieben.